# Rodolphe Meyer de Schauensee

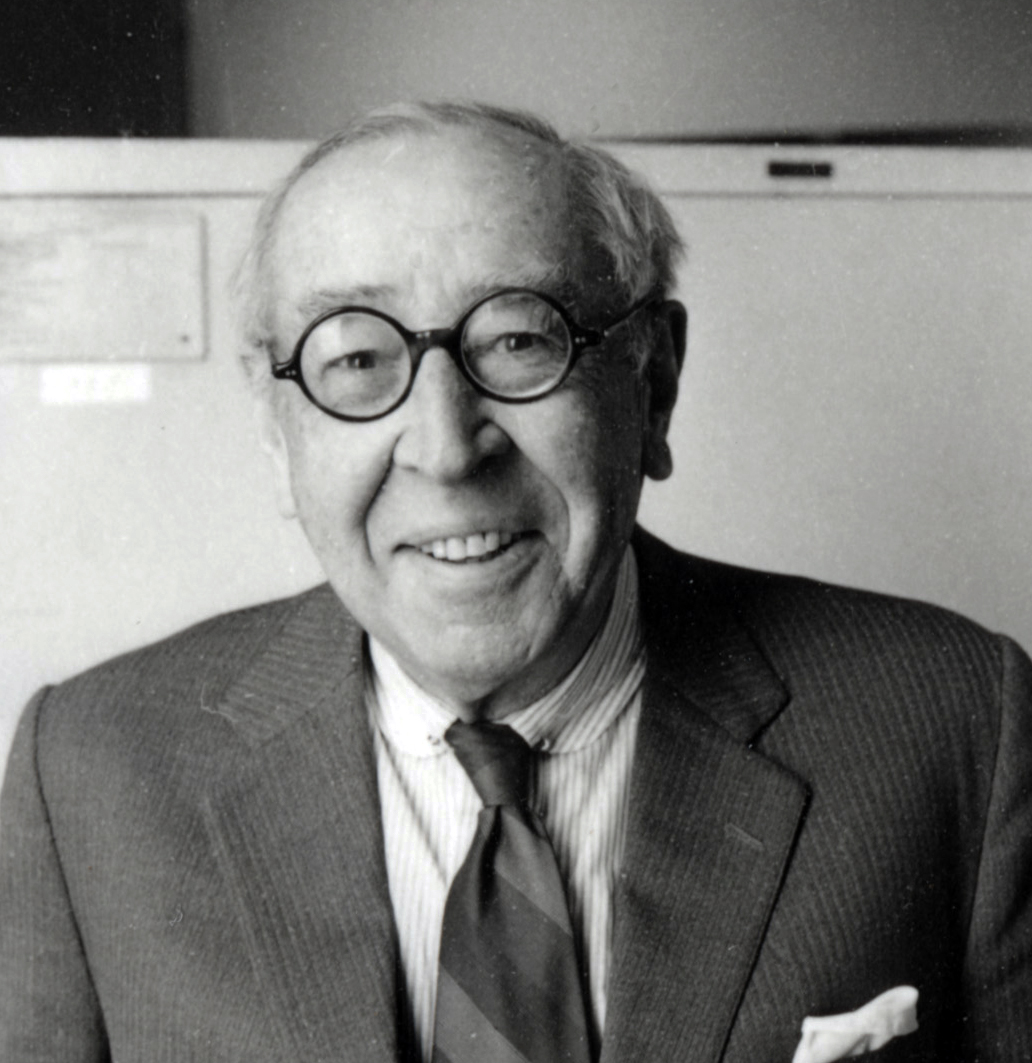
Meyer de Schauensee, 1974

Rodolphe Meyer de Schauensee (* 4. Januar 1901 in Rom, Italien; † 24. April 1984 in Philadelphia, Pennsylvania) war ein US-amerikanischer Ornithologe schweizerischer Herkunft. Er stammt aus der Luzerner Patrizierfamilie Meyer von Schauensee.

## Leben
Meyer de Schauensee wurde als Sohn des Schweizer Barons Frederick Meyer de Schauensee und seiner US-amerikanischen Frau Matilda Toland in Rom geboren. Auf Schloss Schauensee, dem Landsitz seines Vaters nahe Luzern, verbrachte er einen Teil seiner Kindheit. Er besuchte Schulen in Rom und Florenz, bevor er und seine Mutter 1913 in die Vereinigten Staaten auswanderten. In New York absolvierte er die Hoosac School. Bereits als junger Mann zeigte Meyer de Schauensee großes Interesse an der Beobachtung von Vögeln, und so unterhielt er am Wohnsitz seiner Mutter in Wynnewood nahe Philadelphia eine Voliere mit exotischen Vögeln. In den 1920er-Jahren besuchte er die Academy of Natural Sciences in Philadelphia, wo er die Bekanntschaft mit dem Ornithologen James Bond machte. In der Folgezeit arbeiteten Bond und Meyer de Schauensee häufig bei Studien der neotropischen Avifauna zusammen und verfassten die wissenschaftlichen Erstbeschreibungen von Taxa wie dem Südlichen Helmhokko (Pauxi unicornis) und der Tolimataube (Leptotila conoveri). Ab 1926 sammelte Meyer de Schauensee lebende Tiere und Bälge (insbesondere von Schlangen, Fischen und Vögeln) in Kolumbien, Peru, Guatemala, Bolivien, Brasilien, Kenia, im südlichen Afrika, China, Burma, Thailand und in Indonesien. Ab 1935 finanzierte er Expeditionen, die unter anderem in den Südpazifik gingen. So konnte er innerhalb von 50 Jahren den Museumsbestand der Academy of Natural Sciences in Philadelphia von 80.000 auf über 170.000 Bälge erhöhen. Meyer de Schauensee verfasste sechs Bücher. Zwischen 1948 und 1952 erschien „The Birds of the Republic of Colombia“, 1964 veröffentlichte er „The Birds of Colombia“ und 1966 „The Species of Birds of South America“. 1970 erschien „A Guide to the Birds of South America“, das in ornithologischen Kreisen als sein wichtigstes Buch angesehen wird. 1978 wurde „A Guide to the Birds“ of Venezuela veröffentlicht und zwei Wochen vor seinem Tod im Jahre 1984 erschien sein letztes Werk „The Birds of China“. Darüber hinaus übersetzte er Tommaso Salvadoris Standardwerk „Birds of Borneo“ ins Englische.
Mit seiner Frau Williamina W. Wentz hatte Rodolphe Meyer de Schauensee zwei Töchter.

## Dedikationsnamen
Nach Rodolphe Meyer de Schauensee sind unter anderem folgende Taxa benannt: Amphiesma deschauenseei, Eunectes deschauenseei, Hyphessobrycon schauenseei, Ortalis vetula deschauenseei, Rallus limicola meyerdeschauenseei und Stilpnia meyerdeschauenseei.

## Werke (Auswahl)
- Rodolphe Meyer de Schauensee: A Guide To The Birds Of South America, Museum of Natural History; Reprint edition, 1970; ISBN 978-0870980275
- Rodolphe Meyer de Schauensee, William H. Phelps, Guy Tudor: A Guide to the Birds of Venezuela. Princeton University Press, 1992, ISBN 978-0691082059, S. 153f.
- Rodolphe Meyer de Schauensee: The Birds of China, Oxford University Press, 1984; ISBN 978-0198586029